# Ianis Guerrero
Ianis Guerrero (Ciudad de México, 20 de octubre de 1980) es un actor mexicano. Entre sus trabajos más destacados, se encuentra su participación en la película Nosotros los Nobles (2013), y la serie Club de Cuervos (2015–2019).  

## Biografía y carrera
Estudia actuación en La Habana, Cuba en el Instituto Superior de Arte y en París, Francia en el Teatro Nacional de Chaillot. Al terminar crea la casa productora Artepepan Films. Escribe y produce el largometraje Malamados de Pedro Ramírez. En 2008, escribió y dirigió Bruno y Mujer atrapada en habitación con tormenta.
En febrero de 2011, fue seleccionado en el Berlinale Talent Campus de Berlín.
En 2007, ganó un premio Ariel en la categoría a mejor cortometraje, por su participación Fin de Trayecto, dirigido por Acán Coen. Participó en la serie Club de Cuervos, en la que interpretó a Moisés, un futbolista.

## Filmografía

### Cine
- 2007: Malamados, en la soledad todo está permitido - Alex
- 2008: Casi Divas - Osiris
- 2008: Morenita - Pablo
- 2009: Bala Mordida - Chavo banda
- 2010: ¿Quién es Samantha?
- 2013: Nosotros los Nobles - Lucho
- 2014: Visitantes - Confesor
- 2015: A la mala - Agente
- 2015: La última noche de Silverio Cruz (corto) - Silverio Cruz
- 2015: Tres variaciones de Ofelia (corto) - Joven
- 2016: Sensato delirio (corto) - Franco
- 2016: De las muertas - Escalante
- 2016: Vive por mí - Mosco
- 2017: El que busca, encuentra - Yosu
- 2017: Vuelven - Caco
- 2017: Casa Caracol - Nico
- 2019: Mujer atrapada en habitación con tormenta (corto) - joven
- 2019: Nelly - Amante
- 2019: Corazón De Mezquite - Fidel

### Televisión
- 2007: 13 miedos - Aarón
- 2008: El Pantera - Pasajero metro
- 2012: Capadocia - León Aquino
- 2013: La patrona - Minero Chávez
- 2013: Kipatla - Profesor Ismael
- 2014: La gata - Damián Reyes
- 2015-2019: Club de Cuervos - Moisés
- 2016: Un camino hacia el destino - César Gonzalo
- 2017: Blue Demon: Carlos Ruiz "Viento Negro"
- 2017: Érase una vez - Hermano mayor
- 2017: Drunk History: El Lado Borroso De La Historia - Zapata
- 2018: La balada de Hugo Sánchez - Moisés
- 2019: Doña Flor y sus Dos Maridos -  Aureliano Méndez
- 2019: La bandida - José Hernández / Jose 'El Bandido'
- 2022: La mujer del Diablo - Tarazona[2]
- 2023: El colapso - Miguel[3]
- 2024: Tu vida es mi vida -  Álvaro